# Volkswagen Cup 1994
Volkswagen Cup 1994 — тенісний турнір, що проходив на кортах з трав'яним покриттям Devonshire Park Lawn Tennis Club в Істборні (Англія). Належав до турнірів 2-ї категорії в рамках Туру WTA 1994. Тривав з 13 до 18 червня 1994 року. Несіяна Мередіт Макґрат здобула титул в одиночному розряді.

## Фінальна частина

### Одиночний розряд
Мередіт Макґрат —  Лінда Гарві-Вілд 6–2, 6–4
- Для Макґрат це був другий титул за сезон і другий - у кар'єрі.[1]

### Парний розряд
Джиджі Фернандес /  Наталія Звєрєва —  Інес Горрочатегі /  Гелена Сукова 6–7, 6–4, 6–3
- Для Фернандес це був 7-й титул в парному розряді за сезон і 51-й — за кар'єру.[2] Для Звєрєвої це був 7-й титул в парному розряді за сезон і 46-й — за кар'єру.[3]